# Vojaški ordinariat Bolivije
Vojaški ordinariat Bolivije (špansko Obispado Castrense de Bolivia) je rimskokatoliški vojaški ordinariat, ki je vrhovna cerkveno-verska organizacija in skrbi za pripadnike oboroženih sil Bolivije.
Sedež ordinariata je v La Pazu.

## Škofje
- Luis Aníbal Rodríguez Pardo (26. julij 1961 - 30. julij 1975)
- René Fernández Apaza (30. julij 1975 - 17. maj 1986)
- Mario Lezana Vaca (17. maj 1986 - 14. april 2000)
- Gonzalo de Jesús María del Castillo Crespo (14. april 2000 - danes)